# Encarsia oakeyensis
Encarsia oakeyensis är en stekelart som beskrevs av Schmidt och Naumann 2001. Encarsia oakeyensis ingår i släktet Encarsia och familjen växtlussteklar. Inga underarter finns listade i Catalogue of Life.